# ARAF
Серин/треониновая протеинкиназа A-Raf, или A-Raf, — фермент семейства MAP3K. Продукт гена ARAF. A-Raf — член семейства серин/треониновых протеинкиназ Raf, которые участвуют в сигнальных путях MAPK.

## Функции
Киназа A-Raf изучена значительно хуже, чем другие члены семейства Raf (Raf-1 и B-Raf). Все три киназы Raf обладают похожими свойствами и играют важную роль в сигнальных путях MAPK, однако биологические функции A-Raf слабо изучены.
A-Raf имеет несколько особенностей, которые отличают её. Эта киназа единственная из группы Raf, которая регулируется стероидными гормонами. Кроме этого, A-Raf характеризуется несколькими аминокислотными заменами в отрицательно-заряженном участке, расположенным выше киназмого домена. Это может объяснять относительно низкую базальную активность фермента.
Так же как Raf-1 и B-Raf, A-Raf активирует киназы MEK, которые, в свою очередь, активируют ERK и, в конечном итоге, приводят к клеточному росту и делению. Все три белка Raf локализованы в цитозоле и в своём неактивном состоянии связаны с 14-3-3. В присутствии активного Ras они переходят на плазматическую мембрану. A-Raf имеет самую низкую активность к белкам MEK среди белков семейства киназ Raf. Таким образом, A-Raf, вероятно, имеет и другие функции не связанные с сигнальными путями MAPK или участвует в ассистировании другим киназам Raf в активации этих сигнальных путей. Кроме фосфорилирования MEK A-Raf способна также ингибировать супрессор опухоли и проапоптозную киназу MST2, которая не входит в сигнальные пути MAPK. При этом ингибируя MST2, A-Raf предотвращает апоптоз. Такая антиапоптозная активность имеется только у полноцепочечной изоформы белка A-Raf, которую обеспечивает фактор сплайсинга hnRNP H. Если экспрессия фактора hnRNP H снижена в клетке, ген ARAF подвергается альтернативному сплайсингу и предотвращает образование полноцепочечной изоформы A-RAF. Часто у опухолевых клеток экспрессия hnRNP H повышена, что приводит к образованию полноцепочечной A-Raf, ингибирующей апоптоз и позволяющей опухолевым клеткам выживать.
A-Raf также связывается с пируваткиназой M2 (PKM2), не связанной с сигнальными путями MAPK. PKM2 — изоформа пируваткиназы, которая ответственна за развитие эффекта Варбурга у опухолевых клеток. A-Raf повышает активность этой пируваткиназы за счёт конформационного изменения PKM2. Это конформационное изменение приводит к переходу PKM2 от малоактивной димерной формы к активной тетрамерной форме. В опухолевых клетках соотношение димерной и тетрамерной форм PKM2 определяет что происходит с глюкозой. Если PKM2 находится в димерной форме глюкоза включается в процесс синтеза таких клеточных компонентов, как нуклеиновые кислоты, аминокислоты или фосфолипиды. В присутствии полноцепочечной A-Raf фермент PKM2 находится предпочтительно в активной тетрамерной форме. Это приводит к превращению глюкозы в пируват и лактат, продуцирующих энергию для клетки. Таким образом, A-Raf вовлечён в регуляцию метаболизма и трансформацию клеток, что играет важную роль в опухолеобразовании.
Предложена также модель, по которой A-Raf связана с эндоцитозом. Активация рецепторных тирозаинкиназ приводит к опосредованной RAS стимуляции киназ Raf, включая A-Raf. После активации A-Raf с мембранными доменами, обогащённым фосфатидилинозитол-4.5-бифосфатом (PtdIns (4,5)P2) и может служить сигналом эндосом. Это приводит к активации ARF6 как основного регулятора эндосомного транспорта.

## Взаимодействия
ARAF взаимодействует со следующими клеточными белками:
- EFEMP1[англ.][15],
- MAP2K2[англ.][16],
- PRPF6[англ.][17],
- RRAS[15][17],
- TIMM44[англ.][15][17], и
- TH1L[англ.][15][18].